# Mały Potok (wieś)
Mały Potok (dawn. Potok A) – wieś w Polsce, położona w województwie łódzkim, w powiecie opoczyńskim, w gminie Mniszków.
W latach 1975–1998 miejscowość administracyjnie należała do województwa piotrkowskiego.
Wieś obecnie jest opuszczona, nie ma zabudowy ani mieszkańców.
Wierni Kościoła rzymskokatolickiego należą do parafii Najświętszego Serca Jezusowego w Zajączkowie.